# Geert van Keulen
Geert van Keulen (Amsterdam, 11 oktober 1943) is een hedendaags Nederlands componist, muziekpedagoog, dirigent en klarinettist.

## Levensloop
Geert van Keulen studeerde klarinet en basklarinet aan het Amsterdamse Muzieklyceum, nu: Conservatorium van Amsterdam, bij Jan Koene, compositie bij Robert Heppener, instrumentatie bij Hans Henkemans en orkestdirectie bij Anton Kersjes en David Zinman.
Hij werkte van 1966 tot 2006 als basklarinettist van het Koninklijk Concertgebouworkest. Vanaf 1966 tot einde 1988 was hij lid van het Nederlands Blazers Ensemble. Ook als dirigent en organisator is hij actief, en hij was van 1978 tot 1995 als docent compositie en instrumentatie verbonden aan het conservatorium van Amsterdam. 

## Composities

### Werken voor orkest
- 1972: - Confused Winds, voor houtblaasinstrumenten, slagwerk en strijkers
- 1973-1974; rev.2000: - Souvenir nostalgique, een Pasticcio voor strijkorkest
- 1977: - Sonatas, voor orkest
- 1978: - Cors et cordes, voor bassethoorn en kamerorkest
- 1980: - Koraal (Chorale), voor orkest
- 1982: - Concert, voor viool en orkest
  1. Preludium
  2. Notturno
  3. Chorale
  4. Capriccio
- 1983; rev.1989: - Scena, voor gemengd koor en orkest - tekst: naar Petronius' "Satyricon"
- 1984: - Double sur cors et cordes, voor basklarinet en kamerorkest
- 1984: - Sinfonia, voor orkest
  1. Moderato
  2. Andante tranquillo
  3. Molto più mosso
  4. Moderato
- 1988: - Armonia, voor strijkorkest
- 1989: - Terze, voor orkest
- 1990: - Tympan, voor groot orkest
- 1991: - Fingers, voor tenorsaxofoon en orkest
- 1998: - Tracks, voor saxofoonkwartet en orkest
- 2001: - Concert, voor hoorn en orkest
  1. Andante tranquillo
  2. Vivace
  3. Adagio
- 2002: - Muziek bij 5 Karelische liederen van Louis Ferron, voor spreekstem en orkest

### Werken voor harmonie- en fanfareorkest
- 1973: - Interchromie voor 15 blazers (2 hobo's, althobo, 2 klarinetten, basklarinet, 2 fagotten, 3 hoorns, 2 trompetten, tenortrombone en bastrombone)
- 1974: - Chords, voor blazersensemble (2 hobo's, althobo, 2 klarinetten, basklarinet, 2 fagotten, 3 hoorns, 2 trompetten, trombone en bastrombone) - opgedragen aan het Nederlands Blazers Ensemble
- 1981: - Wals voor harmonieorkest
- 1988: - Toccata and Aria voor twee contrabassen solo, achttien blaasinstrumenten en slagwerk
- 1996: - Gestel voor fluit (ook: piccolo), sopraansaxofoon (ook: baritonsaxofoon), sopraansaxofoon (ook: alt- en baritonsaxofoon), sopraansaxofoon (ook: tenorsaxofoon), hoorn, 3 trompetten, 3 trombones, piano en contrabas
- 2001: - Disco. voor fanfareorkest

### Werken voor bigband
- 2008: - Chords revisited, voor bigband

### Muziektheater

#### Opera's
| Voltooid in | titel                     | aktes | première                                 | libretto     |
| ----------- | ------------------------- | ----- | ---------------------------------------- | ------------ |
| 1986        | Aan de Wannsee/Am Wannsee |       | 19 april 1986 Amsterdam, De Brakke Grond | Louis Ferron |

### Werken voor koor
- 1991: - Klokken voor gemengd koor (SSAB) en orkest

### Vocale muziek met orkest of instrumenten
- 1964: - Op een paar uren voor tenor-solo, fluit, basklarinet, viool, altviool en harp - tekst: Hans Lodeizen
- 1984: - Three poems by James Joyce, voor sopraan en acht instrumentalisten (dwarsfluit (ook: altfluit en piccolo), klarinet (ook basklarinet), viool, contrabas, harp, vibrafoon/tamtam, mandoline en gitaar)
  1. On the beach at Fontana
  2. Watching the needleboats at San Sabba
  3. Nightpiece
- 1984 rev.1987: - Trieste voor sopraan en achttien instrumentalisten
  1. On the beach at Fontana
  2. Watching the needleboats at San Sabba
  3. Nightpiece
- 1987: - Der Walzer von dem Mann der wenig wusste : ein Theaterkonzert für Kinder und Erwachsene, voor spreker, zangstem (bariton) en baritonsaxofoon - tekst: Pauline Mol
- 1991: - Klokken, voor gemengd koor en orkest
- 1995: - Trompeau voor zang (hoge stem) en ensemble (altblokfluit, contrabasklarinet, trombone, viool, contrabas, el. gitaar, slagwerker en piano) - tekst: Guillaume de Machaut
- 1995: - Trompeau voor zang en ensemble - tekst: Guillaume de Machaut
- 1999: - Vijf Enquist-liederen voor sopraan en strijkkwartet - tekst: Anna Enquist
  1. Invasie
  2. Vreemd intermezzo
  3. Klein duet
  4. Een herfstlied
  5. Veiligheid
- 1999: - Mélange sableux voor mezzosopraan, altblokfluit (tevens sopranino en tenorblokfluit), basklarinet (tevens klarinet), trombone, viool, contrabas, gitaar, vibrafoon en piano - tekst: Erik Satie
- 2007: - Fünf tragische Lieder, voor bariton en orkest[2] - tekst: Anna Enquist
  1. Nirgends
  2. Bitte an den Maler
  3. Preis die Höhe
  4. Wanderung
  5. Spiel

### Kamermuziek
- 1972: - Confused winds voor blaasinstrumenten, slagwerk en strijkers
- 1974: - Chords voor vijftien blazers
- 1979: - Onkruid voor 5 violen en piano
- 1980: - Wals, voor ensemble (2 Panfluiten, 2 saxofoons, 2 slagwerkers, 2 basgitaren, 2 piano's, 2 e-piano's)
- 1981: - Onkruid voor 11 instrumenten (hobo, klarinet, fagot, altsaxofoon, tenorsaxofoon, hoorn, trompet, trombone, viool, cello en piano)
- 1984: - Trieste, voor 8 instrumentalisten (klarinet, dwarsfluit, gitaar, harp, mandoline, slagwerk, viool, contrabas)
- 1987: - Kwartet voor saxofoonkwartet
- 1988: - Tweestrijd, voor iedere combinatie van 2 instrumenten
- 1991: - Fingers, voor tenorsaxofoon en piano
- 1993-1994: - Harmoniemusik voor 2 hobo's, 2 klarinetten, 2 hoorns en 2 fagotten
  1. Molto allegro
  2. Lento rubato
  3. Allegro
- 1995: - Skin voor fluit, basklarinet en piano
- 1995: - Träff voor dubbel blazerskwintet, contrabasklarinet en contrabas
- 1996: - Herz voor viool en piano
- 2000: - Gearbox voor hobo, klarinet, altsaxofoon, bassethoorn en fagot
- 2000: - Supertrack, symfonie voor saxofoonkwartet solo
  1. Fast
  2. Molto tranquillo
  3. Fast, nervous but vigorous
- 2005: - Overdrive, voor blokfluitkwartet

### Werken voor piano
- 1975: - Music for her